# Viaduc de Lugarde
Le Viaduc de Lugarde, se trouve sur le parcours ferroviaire du train touristique Gentiane express qui utilise le tronçon entre Riom-ès-Montagnes et Lugarde de la ligne de Bort-les-Orgues à Neussargues. Au nord-est de la commune de Lugarde, il est à l'entrée du village, peu avant la gare de Lugarde - Marchastel, dans le département du Cantal, en France.

## Situation ferroviaire
Établi à 1 013 mètres d'altitude, le viaduc de Lugarde est situé au point kilométrique (PK) 492,855 de la ligne de Bort-les-Orgues à Neussargues, entre la gare fermée de Condat - Saint-Amandin et la gare de Lugarde - Marchastel.

## Histoire

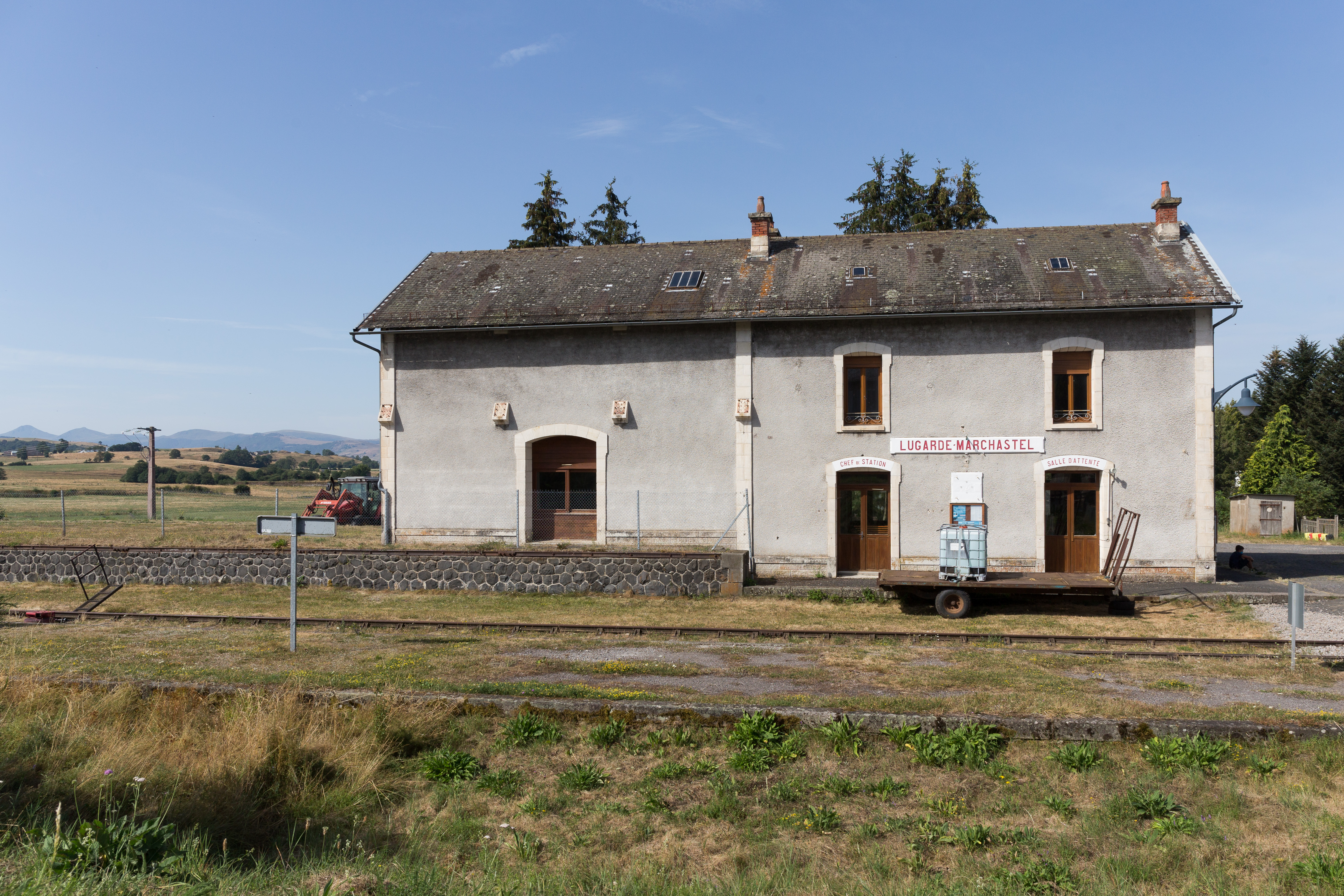
La gare de Lugarde - Marchastel en août 2020.

Le principe de la création de la ligne de Bort-les-Orgues à Neussargues a été arrêté en 1892, a permis de désenclaver les bourgs du nord du département du Cantal, au pays des marchands de toile, mais sa construction a été longue. En raison d'un parcours très accidenté dans la partie traversant le Cézallier, il a fallu construire cinq viaducs proches les uns des autres: viaduc de Salsignac, viaduc de Barajol, viaduc de Chassagny, viaduc de Lugarde et viaduc de Saint-Saturnin. Les conditions climatiques, difficiles en hiver, empêchèrent le développement d’un véritable trafic. Jusqu'aux années 1980, la ligne de chemin de fer fut utilisée pour monter des troupeaux vers les estives. Le train a ainsi convoyé jusqu'à 10 000 têtes de bétail en transhumance.
La ligne a été fermée au service des voyageurs le 26 mai 1990 et au trafic des marchandises le 31 août 1991 mais, dès 1993, un groupe de passionnés du patrimoine ferroviaire fonde l’Association des chemins de fer de la Haute Auvergne. En 1997, ils obtiennent l’exploitation du train touristique Gentiane express sur le parcours entre la gare de Riom-ès-Montagnes et la gare de Lugarde - Marchastel, dans le terroir du Cézallier qui emprunte d'ouest en est dans un parcours tourmenté le tunnel de l'Estampe (1448 m), le viaduc de Barajol, le viaduc de Chassagny, le tunnel de Montagnac  (598 m) et le viaduc de Lugarde.

## Caractéristiques
Franchissant le vallon du ruisseau de Lugarde, c'est un pont légèrement en courbe maçonné en arc en plein cintre de 12 arches de 10 m d'ouverture d'une longueur totale de 153 mètres et d'une hauteur de 26 mètres,.